# Regla del octeto
La teoría del octeto, enunciada en 1916 por el fisicoquímico Gilbert Newton Lewis, dice que los iones de los elementos del sistema periódico tienen la tendencia a completar sus últimos niveles de energía con una cantidad de 8 electrones, de tal forma que adquieren una configuración muy estable. Esta configuración es semejante a la de un gas noble, los elementos ubicados al extremo derecho de la tabla periódica. Los gases nobles son elementos electroquímicamente estables, ya que cumplen con la estructura de Lewis, son inertes, es decir que es muy difícil que reaccionen con algún otro elemento. Esta conclusión es conocida como la regla del octeto.
Esta regla es aplicable para la creación de enlaces entre los átomos, la naturaleza de estos enlaces determinará el comportamiento y las propiedades de las moléculas. Estas propiedades dependerán por tanto del tipo de enlace, del número de enlaces por átomo, y de las fuerzas intermoleculares.
Existen diferentes tipos de enlaces químicos, basados todos ellos, como se ha explicado antes en la estabilidad especial de la configuración electrónica de los gases nobles, tendiendo a rodearse de ocho electrones en su nivel más externo. Este octeto electrónico puede ser adquirido por un átomo de diferentes maneras, en función de la electronegatividad:
- enlace iónico
- enlace covalente
- enlace metálico
- enlaces intermoleculares
- enlace coordinado

Es importante saber que la regla del octeto es una regla práctica aproximada que presenta numerosas excepciones, pero que sirve para predecir el comportamiento de muchas sustancias.

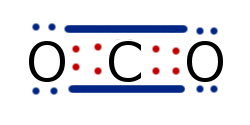
CO_{2}, con dos enlaces dobles.

En la figura se muestran los cuatro electrones de valencia del carbono, creando dos enlaces covalentes, con los seis electrones en el último nivel de energía de cada uno de los oxígenos, cuya valencia es 2. La suma de los electrones de cada uno de los átomos es 8, con lo que se llega al octeto. Nótese que existen casos de moléculas con átomos que no cumplen el octeto y también son estables.

## Excepciones
Existen excepciones a esta regla. Los átomos que no cumplen la regla del octeto en algunos compuestos son: Fósforo, Azufre, Selenio, Silicio y Helio. Generalmente se presenta en elementos del grupo principal a partir del tercer periodo (nP, n≥3). Estos elementos tienen disponibilidad de alojar mayor número de electrones en los orbitales (n+1)P, dicho comportamiento se llama hipervalencia. Introducido por primera vez en 1969 por Jeremy Musher.
El hidrógeno tiene un solo orbital en su capa de valencia la cual puede aceptar como máximo dos electrones, junto con el berilio que se completa con una cantidad de cuatro electrones y el boro que requiere de 6 electrones para llevar a cabo esta función, de modo en que se elude a la normativa que especifica que todo elemento se completa con 8 electrones a su disposición. Por otra parte, los átomos no metálicos a partir del tercer período pueden formar "octetos expandidos" es decir, pueden contener más que ocho electrones en su capa de valencia, por lo general colocando los electrones extra en subniveles. 
Algunas moléculas o iones sumamente reactivos tienen átomos con menos de ocho electrones en su capa externa. Un ejemplo es el trifluoruro de boro ({\displaystyle {\ce {BF3}}}). En la molécula de {\displaystyle {\ce {BF3}}} el átomo de boro central sólo tiene seis  electrones a su alrededor.
La forma más clara para ver gráficamente el funcionamiento de la "regla del octeto" es la representación de Lewis de las moléculas. Antes de que se puedan escribir algunas estructuras de Lewis, se debe conocer la forma en que los átomos están unidos entre sí. Considérese por ejemplo el ácido nítrico. Aunque la fórmula del ácido nítrico con frecuencia se representa como {\displaystyle {\ce {HNO3}}}, en realidad el hidrógeno está unido a un oxígeno, no al nitrógeno. La estructura es {\displaystyle {\ce {HONO2}}} y no {\displaystyle {\ce {HNO3}}}.
También se puede dar cuando existen moléculas impares, moléculas hipovalentes y moléculas hipervalentes. Es cuando los átomos forman compuestos al perder, ganar o compartir electrones para adquirir 8 electrones de valencia. El hidrógeno logra la estabilidad del helio, con 2 electrones de valencia.
Los átomos de los gases nobles se caracterizan por tener todos sus niveles y subniveles energéticos completamente llenos. La estabilidad de los gases nobles se asocia con la estructura electrónica de su última capa que queda con el octeto de electrones,esto se intenta explicar mediante la hipótesis del gas noble.

## Historia
A finales del siglo XIX, se sabía que los compuestos de coordinación (antes llamados "compuestos moleculares") estaban formados por la combinación de átomos o de moléculas de modo tal que las valencias de los átomos involucrados quedaban aparentemente ajustadas. En 1893, Alfred Werner demostró que el número de átomos o de grupos asociados con un átomo central (el llamado "número de coordinación") suele ser 4 o 6; se conocían hasta un máximo de 8 números de coordinación, pero eran menos frecuentes. En 1904, Richard Abegg fue uno de los primeros en ampliar el concepto de número de coordinación y comenzar a reconocer la importancia de la valencia para distinguir a los átomos como donadores o receptores de electrones, lo que derivaría en la consideración de estados de valencia positiva y valencia negativa, que se asemeja mucho al concepto moderno de estado de oxidación. Abegg observó que la diferencia entre las valencias positiva y negativa máximas de un elemento químico es, según su modelo, con frecuencia de ocho. Gilbert N. Lewis llamó a este concepto "la regla de Abegg", y la utilizó para formular su propio modelo del átomo cúbico y la "regla del ocho", para hacer una distinción entre la valencia y los electrones de valencia.  En 1919, Irving Langmuir perfeccionó estos conceptos aún más, y los denominó "átomo del octeto cúbico y "teoría del octeto, que evolucionó para convertirse en la "regla del octeto".